# CSSZ4

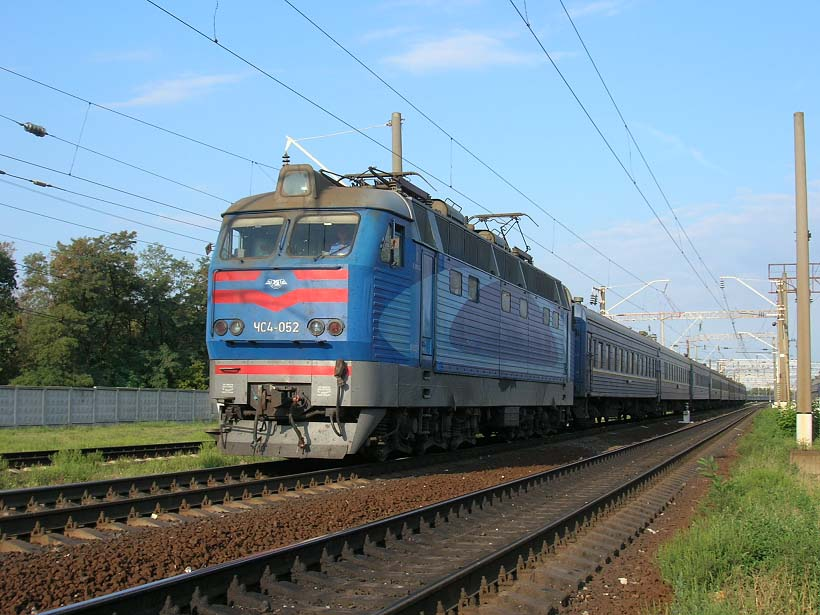
Az Ukrajnában modernizált CSSZ4–052 pályaszámú mozdony

A CSSZ4 (cirill betűkkel: ЧС4 – Чехословацкий, тип 4, magyar átírásban: Csehoszlovackij, tyip 4, magyarul: csehszlovák 4-es típus) csehszlovák gyártmányú fővonali, hattengelyes, váltakozó áramú villamosmozdony, melyet a Škoda Művek gyártott 1963–1972 között a Szovjet Vasutak részére. Gyári típusjelzése 52E. 1973-tól már csak a modernizált, CSSZ4T jelű változatát gyártották. A megmaradt példányok napjainkban elsősorban Oroszországban, Fehéroroszországban és Ukrajnában üzemelnek. Módosított, négytengelyes változata az S 499.0 villamosmozdony, melyet 1968-tól gyártottak.

## Története
Tervezését 1962-ben kezdték a plzeňi Škoda Műveknél a Szovjet Vasutak igényei alapján. Az első, S 699.001 jelzésű prototípust 1963-ban készítették el a Škodánál, amely a későbbi sorozatgyártású változat alapja lett. Az első CSSZ4 mozdonyt 1965-ben szállították a Szovjetunióba, mellyel próbafutásokat végeztek. Ezek eredményeit figyelembe véve több módosítást végeztek a mozdonyon, többek között módosították a futóművet. A forgalomba állított mozdonyok a Szovjetunió európai részén (Rosztov, Brjanszk, Kijev, Szaratov) üzemeltek.
1971-ben modernizálták, a CSSZ4T típusjelzésű és 62E gyári jelzésű mozdony új karosszériát, villamos ellenállásféket kapott és több berendezését korszerűsítették. A CSSZ4 gyártása folyamatosan csökkent, majd 1973-tól már csak a korszerűsített CSSZ4T-t gyártották. A CSSZ4-ből 232, míg a CSSZ4T-ből 509 darabot gyártottak és szállítottak a Szovjet Vasutak részére.
A mozdonyok nagyjavítását a Zaporizzsjai Villamosmozdony-javító Üzem végezte. 1999–2012 között 104 darab Ukrajnában üzemelő CSSZ4 mozdonyt korszerűsítettek. Ennek során módosították a karosszériát és a vezetőállást is, a mozdonyok a CSSZ7 külső megjelenését kapták.
A 2000-es években több szolgálatból kivont mozdonyt múzeumok kaptak meg.